# Hegyesfarkú bronzpinty
A hegyesfarkú bronzpinty vagy csíkoshátú bronzpinty (Lonchura striata) a madarak osztályának a verébalakúak (Passeriformes) rendjébe, ezen belül a díszpintyfélék (Estrildidae) családjába tartozó faj.

## Rendszerezése
A fajt Carl von Linné svéd természettudós írta le 1766-ban, a Loxia nembe Loxia striata néven.

## Alfajai
- Lonchura striata acuticauda (Hodgson, 1836)
- Lonchura striata fumigata (Walden, 1873)
- Lonchura striata semistriata (Hume, 1874)
- Lonchura striata striata (Linnaeus, 1766)
- Lonchura striata subsquamicollis (E. C. S. Baker, 1925)
- Lonchura striata swinhoei (Cabanis, 1882)[2]

## Előfordulása
Dél- és Délkelet-Ázsia területén honos. Természetes élőhelyei a szubtrópusi és trópusi száraz erdők, szavannák, gyepek és cserjések, valamint szántóföldek. Állandó, nem vonuló faj. Japánban tenyésztették ki háziasított változatát – a japáni sirálykapintyet –, amelyet kalitkamadárként tartanak.

## Megjelenése
Testhossza 12 centiméter. Csőre szürke és farktolla fekete.
|  |

## Életmódja
Tápláléka lárvákból, kölesből és gabonából áll.

## Szaporodása
Fészekalja 3-8 fehér tojásból áll.

## Természetvédelmi helyzete
Az elterjedési területe rendkívül nagy, egyedszáma pedig stabil. A Természetvédelmi Világszövetség Vörös listáján nem fenyegetett fajként szerepel.